# Günter Wiedenhöft
Günter Wiedenhöft (ur. 14 lutego 1942 w Berlinie; zm. 5 grudnia lub 6 grudnia 1962 w Poczdamie) – ofiara śmiertelna Muru Berlińskiego, zmarła wskutek utonięcia podczas próby ucieczki do Berlina Zachodniego.

## Życiorys
Do szóstego roku życia Wiedenhöft dorastał w domu dziecka. Po ponownym przejściu pod opiekę matki mieszkał i wychowywał się w dzielnicy Treptow. Po ukończeniu ośmioklasowej szkoły podstawowej rozpoczął naukę zawodu elektroinstalatora. Po ukończeniu tejże podjął zatrudnienie w kształcącym go dotychczas zakładzie pracy.
11 października 1962 r. został zatrzymany w Treptow przez Volkspolizei w związku z podejrzeniem penetracji umocnień na granicy z Berlinem Zachodnim. Podczas przesłuchania przyznał się do planowania ucieczki, motywując ją niesnaskami rodzinnymi oraz perspektywą rychłego powołania do służby w NVA. W wyniku rozprawy z 27 listopada 1962 r. sąd rejonowy w Treptow zarzucił mu próbę ucieczki z NRD (tzw. Republikflucht) oraz skazał na karę ośmiu miesięcy pozbawienia wolności. W związku z przyznaniem się do winy, do momentu rozpoczęcia wykonywania kary zezwolono mu na pozostanie na wolności.
Günter Wiedenhöft podjął jednak kolejną próbę ucieczki, w celu której udał się 5 grudnia do Poczdamu. Znalazłszy się na nabrzeżu jeziora Griebnitzsee, pokonał znajdujące się tam trzy zabezpieczające teren przygraniczny umocnienia z drutu kolczastego. Pośrodku zamarzniętego jeziora znajdował się jednak kontrolowany przez straż graniczną tor wodny, mający zapobiegać ucieczkom. Około północy dwóch żołnierzy usłyszało dobiegające z jeziora odgłosy, sugerujące próbę jego sforsowania. Nie zauważywszy jednak jakiegokolwiek domniemanego uciekiniera, nawoływali tegoż do odwrotu, oddając przy tej okazji około 40 strzałów. Strzały zaalarmowały zachodnioberlińską policję, która znajdując się po drugiej stronie jeziora skojarzyła je z próbą ucieczki, nie mogąc jednak zlokalizować podejmującego się tejże. Podczas przeszukiwania brzegu jeziora należącego do terenu Berlina Wschodniego, żołnierze NRD natrafili na pozostawiony przez Wiedenhöfta płaszcz, szal oraz obcęgi.
Zwłoki Güntera Wiedenhöfta zostały znalezione przez patrol wojsk granicznych 25 marca 1963 r. nieopodal zwężenia przy dzielnicy Poczdamu Babelsberg. Przy pozbawionym ran postrzałowych zmarłym znaleziono dokumenty potwierdzające tożsamość, pozostawiony na brzegu szal i płaszcz rozpoznała także matka ofiary. Trudności sprawiło natomiast ustalenie daty śmierci, gdyż posiadany przez denata zegarek zatrzymał się o godzinie 0:14. W raportach zachodnioberlińskiej policji odnotowano, iż strzały padły 6 grudnia pomiędzy godziną 0:20 a 0:26.